# Лактитол
Лактитол (Е 966, лактит) — цукровий спирт, який виробляється шляхом каталітичної гідрогенізації лактози. Має солодкий смак схожий на цукор. Солодкість його становить 0,3-0,4 від солодкості цукру. Не гігроскопічний. У воді і при температурі 500 °С його розчинність майже однакова з цукрозою. Значно краще розчиняється у воді ніж ізомальт. Енергетична цінність лактитолу становить 200–240 ккал (як і ізомальту). У порівнянні з ксилітом та сорбітом лактитол має низький прохолоджувальний ефект. Lactitol Business Unit сертифікований ISO 9002.

## Використання
Використовується як заміна об'ємного підсолоджувача у виробництві низькокалорійної їжі; в медицині також використовується як проносне. Виготовляється двома виробниками, Danisco і Purac Biochem (Нідерланди). Фірмою Purac (Нідерланди) випускається під торговою маркою «Лакті» і випускається різних видів:
- «Lacty — M» — стандартний варіант лактиту з розміром частинок до 1000 мкм;
- «Lacty — M 300» — лактит з розміром частинок до 300 мкм;
- «Lacty — M 200» — лактит з розміром частинок до 200 мкм;
- «Lacty — MFP» — розмелений лактит з розміром частинок до 50 мкм;
- «Lacty — TAB» — гранульований лактит;
- «Lacty — LH» — лактит слабогідрогенізований.

Лактитол не підвищує вміст цукру у крові, оскільки майже не всмоктується в кишечнику. Тому можливе його застосування при виробництві кондитерських виробів для хворих на цукровий діабет. Лактитол лише у невеликому ступені ферментується у ротовій порожнині і після споживання продуктів з лактитолом рН не знижується менше 5,7, що сприяє збереженню емалі зубів. Оскільки лактітол не гігроскопічний, то вироби з ним не сорбують вологу з оточуючого середовища в процесі зберігання. Розчинність лактитолу дозволяє мінімізувати його технологічні затрати за умов заміни цукрози. Властивість володіти низьким прохолоджувальним ефектом дозволяє використовувати лактітол під час виробництва таких виробів, де прохолоджувальний ефект не бажаний.